# Асен Димитров
Асен Сталев Димитров (6 януари 1894 – 4 юли 1960) е български композитор, диригент и музикален педагог, поставил и дирижирал редица шедьоври на оперното и хорово музикално-сценично изкуство в България и в чужбина.

## Биография
Роден е на 6 януари 1894 г. в Пловдив. Учи в Консерваторията в Прага, която завършва през 1915 г. в отдела по композиция при прочути професори като Витезслав Новак, Спилка и Добияш. След това се завръща в България.
В периода 1923 – 1959 г. е артистичен секретар, диригент, корепетитор и хормайстор в Софийската опера. На сцената и той поставя и дирижира шедьоври като – „Княз Игор“, „Йоланта“, „Продадена невеста“, „Лоенгрин“, „Дама Пика“, „Саламбо“, „Страхил Войвода“, „Летящият холандец“ и общо над 30 заглавия.
От 1930 до 1960 г. е главен художествен ръководител на хор „Гусла“, която е и голямата му любов и постижение в творчеството на Асен Димитров. Той го ръководи 30 години – до смъртта си и чрез хор „Гусла“ посочва правилния съвременен прочит на хоровите творби от всички стилове и епохи. За хор „Гусла“ и за неговия диригент Асен Димитров се създават прекрасни нови творби от най-големите български композитори – Добри Христов, Петко Стайнов, Любомир Пипков, Георги Димитров, Веселин Стоянов, Парашкев Хаджиев и др. Самият Асен Димитров създава шедьовъра си „Пусто остало Габрово“. Той поставя за първи път в България и крупни кантатно ораториални творби.
С „Гусла“ той прави първи задгранични турнета на български хор: 1932 г. – Италия, 1933 г. – Австрия и Унгария, 1935 г. – Полша, 1936 г. – Югославия, 1938 г. – Румъния, 1940 г. – Германия. Точно тук, в Германия, младият гуслар Борис Христов изпълнява първите си сола, а заслугата за неговото откритие е именно на маестро Асен Димитров. Под негово ръководство на Коледен концерт в царския двореца Борис Христов запленява с изключителния си тембър царица Йоанна и тя ходатайства той да бъде изпратен да изучава тънкостите на вокалното изкуство в нейната родина Италия. 
От 1949 г. Асен Димитров е преподавател в Държавната музикална академия в София по оркестрово и хорово дирижиране, а от 1955 г. е професор. По-известни негови ученици са Добрин Петков и Руслан Райчев.
Умира на 4 юли 1960 г.